# Hugh O’Brian
Hugh O’Brian, właśc. Hugh Charles Krampe (ur. 19 kwietnia 1925 w Rochester, zm. 5 września 2016 w Beverly Hills) – amerykański aktor filmowy, teatralny i telewizyjny oraz działacz humanitarny.

## Życiorys

### Wczesne lata
Urodził się w Rochester w stanie Nowy Jork jako syn Hugh John Krampe, oficera United States Marine Corps i władzy wykonawczej Armstrong Cork Company, i Edith Lillian (z domu Marks) Krampe. Jego dziadkowie ze strony ojca byli niemieckimi imigrantami, a jego matka była w połowie pochodzenia niemiecko-żydowskiego i pół angielskiego i szkockiego.
W 1930 roku, kiedy miał pięć lat, przeniósł się wraz z rodzicami do Lancasteru w Pensylwanii.

### Kariera
W 1948 roku po raz pierwszy trafił na ekran jako Sailor w dramacie Williama Beaudine Kidnapped u boku Roddy'ego McDowalla i Dana O’Herlihy. Kreacja porucznika Lamara w westernie Budda Boettichera Człowiek z Alamo (The Man from the Alamo, 1953) otrzymał Złoty Glob. Za rolę legendarnego stróża prawa Wyatta Earpa w serialu ABC Życie i legenda Wyatta Earpa (The Life and Legend of Wyatt Earp, 1955) był nominowany do nagrody Emmy. W adaptacji powieści Agathy Christie Dziesięciu Murzynków (Ten Little Indians, 1965) zagrał dwie role Hugh Lombarda i Charlesa Morleya. W westernie Dona Siegela Rewolwerowiec (The Shootist, 1976) z Johnem Wayne'em wystąpił jako Jack Pulford.
Posiada swoją gwiazdę na Hollywoodzkiej Alei Gwiazd.

## Wybrana filmografia

### filmy fabularne
- 1950: Zmarły w chwili przybycia (D.O.A.) jako fan jazzu
- 1953: Seminole jako Kajeck
- 1954: Złamana lanca jako Mike Devereaux
- 1954: Nie ma jak show jako Charles Gibbs
- 1976: Rewolwerowiec (The Shootist) jako Jack Pulford
- 1976: Zabójcza siła (ang. Killer Force) jako Lewis
- 1978: Gra śmierci (Game of Death)  jako Steiner
- 1988: Bliźniacy jako Granger

### seriale
- 1949: Fireside Theatre
- 1954: Studio 57 jako Giff Dillard
- 1962: Spotkanie z Alfredem Hitchcockiem jako Christopher Martin / Christopher Phillips
- 1976: Aniołki Charliego jako Tony Mann
- 1982: Statek miłości jako Gabriel
- 1989: Paradise, znaczy raj jako Wyatt Earp
- 1990: Napisała: Morderstwo jako Fred Keppard
- 1993: Prawnicy z Miasta Aniołów jako Raymond Holtz